# 우유겸
우유겸(于惟謙, ? ~ ?)은 중국 당나라 중기의 관료로, 당 중종 연간(제2기)에 잠시 재상을 지냈다.

## 생애

### 정사의기록
우유겸은 고위직을 역임한 인물임에도 불구하고 그가 재상으로 있었던 기간을 제외한 그의 경력에 대해서는 확실히 밝혀져 있지 않다. 재상으로서는 흔치 않게 그는 《구당서》나 《신당서》 중 어떠한 정사에도 그의 열전이 없다. 그리고 그는 우씨(于氏) 가문 출신 재상들의 족보에조차 이름이 올라와 있지 않다.
706년 당시, 우유겸은 중서성의 차관급인 중서시랑(中書侍郞)으로 있었다. 그 해 1월 23일에 그는 실질적인 재상의 자격을 지닌 동중서문하평장사(同中書門下平章事)에 임명되었다. 그러나 이듬해인 707년 9월 2일, 그는 중서시랑 및 동중서문하평장사의 재상 직에서 면직되어 국자좨주(國子祭酒)로 전임되었다. 우유겸은 이 기록을 마지막으로 더 이상 정사에 등장하지 않는다. 이후 그의 행적과 몰년은 미상이다.

## 참고 자료
- 《자치통감》, 권208.